# Parapachyarthra meyi
Parapachyarthra meyi is een vlinder uit de familie echte motten (Tineidae). De wetenschappelijke naam van deze soort is voor het eerst geldig gepubliceerd in 2004 door Gozmany.
De soort komt voor in tropisch Afrika.